# Варафта
Варафта́ — гірський хребет у східній частині Великого Кавказу. Знаходиться на півночі Азербайджану.